# Hiệp định sơ bộ Pháp – Việt (1946)
Hiệp định sơ bộ Pháp – Việt là một hiệp định được ký ngày 6 tháng 3 năm 1946 giữa Pháp và Việt Nam Dân chủ Cộng hòa. Hiệp định này được xem là một nước cờ chính trị của cả hai bên nhằm tính toán các bước đi tiếp theo. Trong đó, các nhà sử học phương Tây và Việt Nam đều cho rằng Hồ Chí Minh đã đặt cược uy tín của mình để đẩy lùi nguy cơ chiến tranh giữa hai dân tộc Pháp – Việt.

## Nguyên nhân
Sau cuộc đảo chính của Nhật ngày 9 tháng 3 năm 1945, thực dân Pháp mất quyền cai trị Liên bang Đông Dương. Tuy nhiên, sau khi Nhật đầu hàng khối Đồng Minh, nhân dân Việt Nam dưới sự lãnh đạo của Đảng Cộng sản và Mặt trận Việt Minh chớp thời cơ tiến hành Tổng khởi nghĩa Tháng Tám, giành chính quyền từ tay phát xít Nhật Bản, nhanh chóng kiểm soát đất nước, và thành lập chính phủ Việt Nam Dân chủ Cộng hòa vào ngày 2 tháng 9 năm 1945.
Theo thỏa thuận của ba cường quốc Đồng Minh là Trung Quốc, Anh, Hoa Kỳ thì 20 vạn quân của quân đội Trung Hoa Dân Quốc sẽ tiến vào miền Bắc Việt Nam để làm nhiệm vụ giải giáp quân đội Đế quốc Nhật Bản. Ở miền Nam Việt Nam, quân Anh tiến vào với nhiệm vụ tương tự. Tuy người Việt Nam đã tự thành lập chính quyền và tuyên bố độc lập, chính phủ Pháp vẫn quyết tâm tái lập quyền cai trị Đông Dương. Tưởng Giới Thạch nhanh chóng nhận thức được rằng với vị thế cường quốc của Trung Quốc sẽ giúp ông ép Pháp phải chấp nhận các điều kiện do ông đưa ra để giải quyết những xung đột lợi ích giữa Trung Quốc và Pháp nếu Pháp muốn quay lại thuộc địa cũ của mình.
Rạng sáng ngày 23 tháng 9 năm 1945, người Pháp, dưới sự giúp đỡ của quân đội Anh, đã dùng vũ lực buộc Ủy ban Hành chính Lâm thời Nam Bộ phải giải tán, giao lại chính quyền cho Pháp. Tuy nhiên, chính quyền người Việt đã thực hiện cuộc chiến tranh du kích để chống lại.
Ngày 6 tháng 1 năm 1946, chính phủ của Hồ Chí Minh tổ chức Tổng tuyển cử trên cả nước. Cuộc Tổng tuyển cử diễn ra không dễ dàng do sự chống phá của quân đội Pháp và các đảng phái Quốc gia. Sau đó, chính phủ được thành lập bao gồm chủ yếu là những người không đảng phái, Đảng Cộng sản và những đảng phái Quốc gia. Hồ Chí Minh chấp nhận sự có mặt của những người Quốc gia nhằm tạo ra một nền dân chủ để lấy đó làm cơ sở kêu gọi Mỹ công nhận nền độc lập và viện trợ cho Việt Nam và để tránh xung đột với các đảng phái Quốc gia trong khi Việt Minh chưa đủ mạnh.
Đầu năm 1946, với khoảng 40 ngàn quân, Pháp mới chỉ kiểm soát được một ít đất đai ngoài các thành phố, và các đường quốc lộ ở Nam Bộ. Tới tháng 3 năm 1946, tướng Leclerc cũng chỉ mới có 50 ngàn quân. Khác với hầu hết những người Pháp, Leclerc nhận thức được khó khăn của cuộc chiến tranh du kích và có thiên hướng lựa chọn đàm phán để có được một giải pháp chính trị, chứ không chủ trương giải quyết vấn đề bằng quân sự. Điều này có nghĩa là Pháp phải từ bỏ toan tính tách rời xứ Nam Kỳ khỏi nước Việt Nam Dân chủ Cộng hòa thống nhất. Tướng Leclerc tin chắc rằng Việt Minh là một phong trào dân tộc chủ nghĩa mà Pháp không thể khuất phục bằng quân sự nên ông ép đại diện của Pháp ở miền Bắc, Jean Sainteny, ký bằng được một thỏa ước với Hồ Chí Minh, người đứng đầu chính phủ đang kiểm soát Hà Nội và Hải Phòng. Trong một báo cáo mật gửi về Paris hôm 27 tháng 3, Leclerc nói sẽ không một giải pháp nào bằng bạo lực là khả thi ở Đông Dương.
Ở miền Bắc, quân đội Trung Hoa Dân Quốc vẫn công nhận chính phủ Việt Nam Dân chủ Cộng hòa cho mưu đồ chính trị của họ. Tuy nhiên, người Pháp cũng đã thương lượng với chính phủ Trung Hoa Dân Quốc để đưa quân đội xâm nhập Bắc Việt Nam theo lệnh của phe Đồng Minh.
Ngày 28 tháng 2 năm 1946, Hiệp ước Hoa – Pháp được ký kết, với các điều khoản chính như sau:
- Pháp trả lại cho Tưởng các tô giới của Pháp trên đất Trung Hoa là: Hán Khẩu, Thiên Tân, Thượng Hải, Quảng Đông, Quảng Châu Loan, Sa Diện và nhượng lại quyền khai thác lợi tức kinh tế cũng như quyền sở hữu tại toàn bộ tuyến đường sắt Hải Phòng – Côn Minh cho Trung Quốc.
- Pháp từ bỏ một số quyền lợi kinh tế trên đất Trung Quốc và nhượng lại những quyền lợi đó cho Trung Quốc.
- Pháp cũng từ bỏ quyền lãnh sự tài phán đối với công dân Pháp sống tại Trung Quốc (quyền lãnh sự tài phán là một đặc quyền bất bình đẳng, theo đó công dân Pháp sống tại Trung Quốc nếu phạm tội thì sẽ đưa về lãnh sự quán Pháp để xét xử chứ không xử bằng luật pháp nước sở tại).
- Đồng thời, Trung Quốc cũng sẽ được một số quyền lợi ở miền Bắc Việt Nam như: Được quyền khai thác kinh tế tại một đặc khu của cảng Hải Phòng và Hải Phòng sẽ là một hải cảng tự do để Trung Quốc có thể ra vào buôn bán, hàng hoá của Trung Quốc nhập qua Miền Bắc Việt Nam sẽ không cần phải đóng thuế.
- Ngược lại, chính phủ Trung Hoa Dân Quốc đồng ý cho Pháp thay thế quân Trung Hoa giải giáp quân Nhật tại miền Bắc Việt Nam, việc thay quân sẽ diễn ra từ ngày mùng 1 đến ngày 15 tháng 3 năm 1946, kỳ hạn chậm nhất sẽ là ngày 31 tháng 3 năm 1946 (Tuy nhiên, trên thực tế, quân Trung Hoa Dân Quốc vẫn còn đồn trú tại miền Bắc Việt Nam cho đến ngày 15/6/1946 thì người lính cuối cùng của Trung Quốc mới rời khỏi Bắc Việt, trong thời gian Quân Trung Quốc còn ở Việt Nam đồn trú, ngày 18/3/1946, chính phủ Việt Nam Dân chủ Cộng hoà đã cử một phái đoàn sang Trùng Khánh để giữ quan hệ hoà hảo với Trung Quốc).

Về cơ bản, hiệp ước này cho phép quân đội Pháp trở lại miền Bắc Việt Nam thay thế cho quân Trung Hoa Dân Quốc để làm nhiệm vụ giải giáp quân Nhật. Đổi lại, Pháp cũng đã trả lại các tô giới của mình trên đất Trung Quốc cho chính phủ Trung Hoa Dân Quốc của Tưởng Giới Thạch và nhượng cho Trung Quốc một số đặc quyền về kinh tế và chính trị.

## Hiệp định sơ bộ Pháp – Việt
Trong thời gian đầu, Chính phủ Việt Nam Dân chủ Cộng hòa gồm nhiều thành phần kiên quyết chống lại việc Pháp tái lập chủ quyền ở Đông Dương. Nhưng sau đó những thành viên Chính phủ là đảng viên Đảng Cộng sản Đông Dương đã thay đổi ý kiến muốn ký kết Hiệp định với Pháp. Theo quan điểm của Ban Thường vụ TW 3 Đảng Cộng sản Đông Dương (đã lui vào hoạt động bí mật), tháng 3 năm 1946, nếu Pháp cho Đông Dương tự trị theo tuyên bố ngày 24 tháng 3 năm 1945 thì kiên quyết đánh, nhưng nếu cho Đông Dương tự chủ thì hòa để phá tan âm mưu của "bọn Tàu trắng, bọn phản động Việt Nam và bọn phát xít Nhật còn lại".
Sáng ngày 6-3-1946, một cuộc họp đặc biệt của Hội đồng Chính phủ đã họp với sự có mặt của Hồ Chí Minh – Chủ tịch Chính phủ; các Bộ trưởng: Huỳnh Thúc Kháng, Phan Anh, Chu Bá Phượng, Đặng Thai Mai, Trương Đình Tri, Vũ Đình Hòe, Trần Đăng Khoa; Cố vấn tối cao Vĩnh Thụy; Nguyễn Văn Tố – Trưởng ban Thường trực Quốc Hội; Võ Nguyên Giáp – Chủ tịch Ủy ban Kháng chiến; Vũ Hồng Khanh – Phó Chủ tịch Ủy ban Kháng chiến; Hoàng Minh Giám – Thư ký Hội đồng Chính phủ. Sau khi nghe Chủ tịch Hồ Chí Minh báo cáo, Hội đồng bàn bạc và nhất trí quyết định sẽ ký Hiệp định sơ bộ với Pháp theo các điều kiện đã được thỏa thuận. Vì Nguyễn Tường Tam vắng mặt nên Hội đồng Chính phủ cử Vũ Hồng Khanh thay mặt để cùng với Hồ Chí Minh ký bản Hiệp định sơ bộ với Pháp. Ngày 6 tháng 3 năm 1946, Hiệp định sơ bộ Pháp-Việt được ký kết giữa Jean Sainteny, đại diện chính phủ Cộng hòa Pháp, và Hồ Chí Minh cùng Vũ Hồng Khanh, đại diện chính phủ Việt Nam Dân chủ Cộng hòa. Nội dung của Hiệp định bao gồm các điểm chính sau đây:
- Chính phủ Pháp công nhận nước Việt Nam Dân chủ Cộng hòa là một quốc gia tự do trong Liên bang Đông Dương và trong khối Liên hiệp Pháp, có chính phủ, nghị viện, quân đội và tài chính riêng.
- Chính phủ Việt Nam Dân chủ Cộng hòa đồng ý cho 15.000 quân Pháp vào miền Bắc thay thế cho 200.000 quân Trung Hoa Quốc dân đảng để làm nhiệm vụ giải giáp quân Nhật. Pháp hứa sẽ rút hết quân trong thời hạn 5 năm, mỗi năm rút 3.000 quân.
- Pháp đồng ý thực hiện trưng cầu dân ý tại Nam Kỳ về việc tái thống nhất với Việt Nam Dân chủ Cộng hòa.
- Hai bên thực hiện ngừng bắn, giữ nguyên quân đội tại vị trí hiện thời để đàm phán về chế độ tương lai của Đông Dương, quan hệ ngoại giao giữa Việt Nam Dân chủ Cộng hòa và nước ngoài và những quyền lợi kinh tế và văn hóa của Pháp ở Việt Nam.
- Quân đội Pháp có trách nhiệm hỗ trợ và huấn luyện cho Quân đội Nhân dân Việt Nam.[4]

Về phía người Pháp, Hiệp định sơ bộ Pháp – Việt giúp họ đưa quân đội ra miền Bắc Việt Nam mà không gặp sự kháng cự của Việt Nam Dân chủ Cộng hòa như ở Nam Kỳ, đồng thời Hiệp ước Hoa – Pháp giúp họ tránh khỏi sự cản trở của các tướng lĩnh Trung Hoa Dân Quốc.
Về phía Việt Minh, quân Trung Hoa được xác định là nguy cơ lớn nhất. Để loại trừ nguy cơ của 20 vạn quân Trung Hoa chiếm đóng, tránh được tình thế bất lợi "phải cô lập chiến đấu cùng một lúc với nhiều lực lượng phản động (thực dân Pháp, Tàu trắng, bọn phản cách mạng trong nước)", tập trung đối phó với người Pháp và "các đảng phái phản động". Đồng thời, tranh thủ được thời gian hòa hoãn quý báu để "Bảo toàn thực lực giành lấy giây phút nghỉ ngơi và củng cố vị trí mới đã chiếm được, chấn chỉnh đội ngũ cách mạng, bổ sung cán bộ, bồi dưỡng và củng cố phong trào". Một số thành viên trong Chính phủ Liên hiệp thuộc lực lượng Việt Quốc, Việt Cách không tán thành và lên tiếng phản đối gây ra bất đồng sâu sắc, dân chúng cũng có người băn khoăn, nhưng Chủ tịch Hồ Chí Minh đã bình tĩnh giải thích và động viên đồng bào để đồng bào hiểu rõ "cần phải biết chịu đựng hy sinh để mưu sự nghiệp lớn".
Việt Nam Dân chủ Cộng hòa ký với Pháp Hiệp định sơ bộ Pháp – Việt (1946) cho phép Pháp đưa quân vào miền Bắc, đổi lại Pháp công nhận Việt Nam Dân chủ Cộng hòa là một quốc gia trong Liên bang Đông Dương thuộc khối Liên hiệp Pháp. Đây là bước đi có lợi cho Việt Nam vì nếu không có hiệp ước nào thì quân Pháp cũng sẽ kéo vào miền Bắc Việt Nam theo Hiệp ước Hoa - Pháp ký ngày 28/2/1946, trong khi Việt Nam Dân chủ Cộng hòa lại chưa được nước nào công nhận. Mặc dù Hiệp định có chữ ký của Vũ Hồng Khanh nhưng đa số lãnh đạo Việt Quốc rút sự ủng hộ của họ cho chính phủ Hồ Chí Minh để phản đối, chống lại những gì họ gọi là "thân Pháp" trong chính sách của Việt Minh. Bảo Đại rời khỏi đất nước vào ngày 18 tháng 3, ngày quân Pháp vào Hà Nội để theo phái đoàn ngoại giao đến Trùng Khánh nhằm tái khẳng định tình hữu nghị Việt – Trung và để thăm dò việc Tưởng Giới Thạch muốn hai nước sẽ có quan hệ thế nào sau khi ký Hiệp ước Hoa – Pháp. Một hội nghị liên tịch được tổ chức để khai thông các bất đồng dẫn đến việc thành lập Hội Liên hiệp Quốc dân Việt Nam.
Do Hiệp định sơ bộ Pháp – Việt chỉ mang tính chất là khung pháp lý chứ chưa phải văn bản pháp lý chính thức nên Bộ Ngoại giao Pháp chưa phê chuẩn cho đến khi có Hiệp ước chính thức giữa hai bên Việt – Pháp. Sau khi ký Hiệp định sơ bộ Pháp – Việt, hai bên Việt – Pháp tiếp tục xúc tiến hội đàm tại Hội nghị Đà Lạt và Hội nghị Fontainebleau để đàm phán về nền độc lập của Việt Nam trong Liên hiệp Pháp và việc thống nhất Việt Nam. Thực ra, Pháp cũng chẳng thực tâm muốn đàm phán hòa bình mà họ chỉ câu giờ để có thời gian chuẩn bị đủ lực lượng tái chiếm Đông Dương. Leclerc, tổng chỉ huy Pháp ở Đông Dương khi đề nghị đàm phán đã bị chuẩn tướng Charles de Gaulle trách móc: "Nếu tôi mà đồng ý mấy thứ nhảm nhí này thì đế quốc Pháp đã tiêu vong lâu rồi. Hãy đọc thật kỹ câu chữ trong tuyên bố tháng 3 của Pháp về Đông Dương".
Tuy nhiên, hiệp định đã bị Cao ủy Đông Dương, Georges Thierry d'Argenlieu, làm mất giá trị khi ông tuyên bố thành lập Nam Kỳ quốc tại Sài Gòn vào ngày 1 tháng 6 cùng năm trong lúc Hội nghị Fontainebleau đang diễn ra.

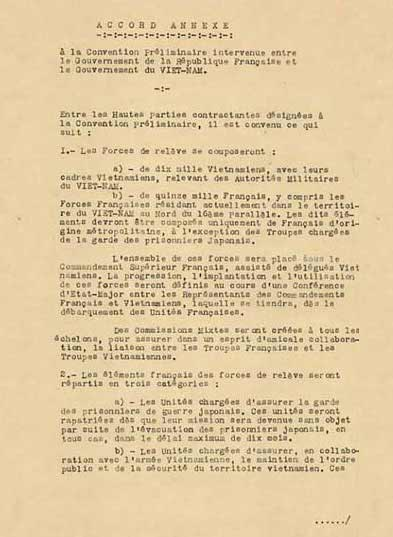
Phụ khoản Hiệp định sơ bộ Pháp – Việt ngày 6-3-1946, trang 1 (Bản sao tiếng Pháp)
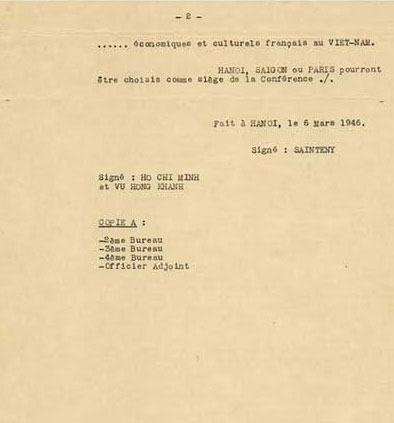
Hiệp định sơ bộ Pháp – Việt ngày 6-3-1946, trang 2 (Bản sao tiếng Pháp)
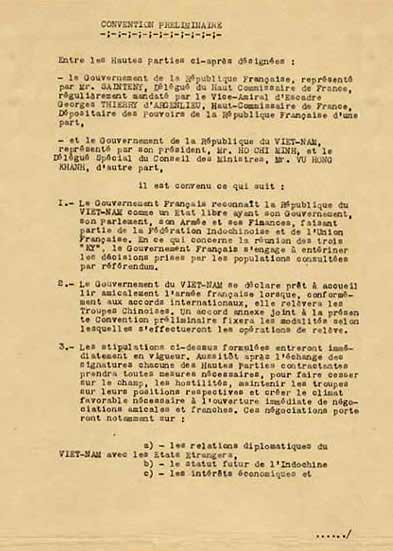
Hiệp định sơ bộ Pháp – Việt ngày 6-3-1946, trang 1 (Bản sao tiếng Pháp)
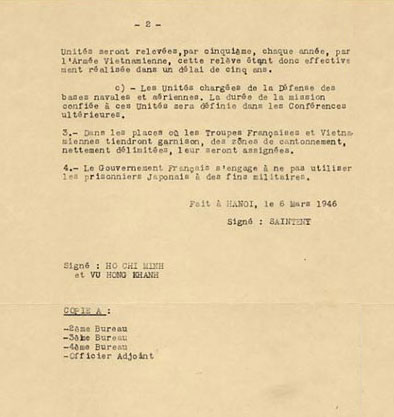
Phụ khoản Hiệp định sơ bộ Pháp – Việt ngày 6-3-1946, trang 2 (Bản sao tiếng Pháp)

## Chính phủ Liên hiệp Kháng chiến tan rã
Sau khi ký Hiệp định, Hồ Chí Minh lập tức đã đưa Việt Minh hòa vào một mặt trận rộng lớn hơn, chủ trương đoàn kết một số đảng phái của Việt Nam, nhờ đó mà giảm sức ép chính trị. Ngày 27/5/1946, Hội Liên hiệp Quốc dân Việt Nam được thành lập với mục tiêu giữ vững quyền tự chủ để đi đến hoàn toàn độc lập.
Ngày 15/6/1946, người lính cuối cùng của quân đội Trung Hoa Dân Quốc rời khỏi Việt Nam. Nguyễn Tường Tam với tư cách Bộ trưởng Bộ ngoại giao dẫn đầu phái đoàn Việt Nam Dân chủ Cộng hòa tham gia Hội nghị trù bị tại Đà Lạt, nhưng do bất đồng đã không tham gia hầu hết các phiên họp, sau đó cũng không tham gia Hội nghị Fontainebleau, cuối cùng rời bỏ chính phủ. Tài liệu của Đảng Cộng sản Việt Nam nhận định Nguyễn Tường Tam thiếu bản lĩnh chính trị, lập trường bấp bênh, biển thủ công quỹ rồi đào nhiệm sang nước ngoài.
Trong lúc đó, Võ Nguyên Giáp từng bước tìm cách loại bỏ dần các đảng phái thân Trung Hoa như Việt Quốc, Việt Cách, Đại Việt, những người Trotskist, lực lượng chính trị Công giáo... Ngày 19/6/1946, Báo Cứu Quốc của Tổng bộ Việt Minh đăng xã luận kịch liệt chỉ trích "bọn phản động phá hoại Hiệp định sơ bộ Pháp Việt mùng 6 tháng 3". Một trong những sự kiện nổi tiếng nhất trong chiến dịch truy quét các đảng phái đối lập là vụ án phố Ôn Như Hầu. Tướng Võ Nguyên Giáp bắt đầu chiến dịch truy quét các đảng phái đối lập bằng lực lượng công an và quân đội do Việt Minh kiểm soát với sự giúp đỡ của nhà cầm quyền Pháp. Ông Giáp cũng sử dụng các sĩ quan Nhật Bản trốn tại Việt Nam và một số vũ khí do Pháp cung cấp cho chiến dịch này.
Các thành viên Việt Nam Quốc dân Đảng và Việt Nam Cách Mệnh Đồng minh hội đã lần lượt rút khỏi chính phủ Liên hiệp. Lãnh tụ đảng Việt Cách là Nguyễn Hải Thần và các thành viên Việt Quốc – Việt Cách khác trong chính phủ như Nguyễn Tường Tam, Vũ Hồng Khanh và cánh thân Tưởng do Vũ Hồng Khanh lãnh đạo lưu vong sang Trung Quốc. Các đảng viên Đại Việt phần lớn vẫn ở lại Việt Nam chờ thời cơ.  Việc các thành viên chủ chốt của Việt Quốc, Việt Cách như Nguyễn Hải Thần, Nguyễn Tường Tam, Vũ Hồng Khanh rời bỏ chính phủ và đi sang Trung Quốc đã đánh dấu chấm hết cho thời kỳ hợp tác giữa Việt Minh và các đảng phái thân Trung Hoa tại miền Bắc, trong công cuộc "kháng chiến kiến quốc" mà Chính phủ Liên hiệp Kháng chiến là biểu tượng.
Để thương thảo nhằm thực hiện tạm ước 6/3, Hồ Chí Minh dẫn một đoàn đại biểu sang Pháp nhưng khi đoàn tới nơi, chính phủ Pháp vừa đổ và phải mất hàng tuần cho một chính phủ mới ra đời. Cùng thời gian đó, hôm 1/6, sau khi Hồ Chí Minh lên đường sang Paris, cao ủy Pháp d'Argenlieu đã phá tan những gì Sainteny vừa đạt được. d'Argenlieu ra tuyên bố tại Sài Gòn về một Cộng hòa Tự trị Nam Kỳ ly khai khỏi Việt Nam Dân chủ Cộng hòa. Với một chính thể phụ thuộc vào Pháp, như vậy đã không còn chỗ cho một cuộc bỏ phiếu trưng cầu ý dân ở Nam Bộ. Hồ Chí Minh tức giận nói với Salan, người tháp tùng ông sang Pháp: "Các người vừa ngụy tạo ra một "Alsace – Lorraine" và chúng ta đã bị đẩy vào "Cuộc chiến tranh trăm năm".

## Đánh giá của các bên có liên quan
Sau khi ký Hiệp định sơ bộ, trong cuộc mít tinh ngày 7/3/1946, Hồ Chí Minh giải thích về việc ký kết hiệp định "Chúng ta trên thực tế đã độc lập từ tháng 8/1945, nhưng cho đến nay chưa có cường quốc nào công nhận độc lập của chúng ta. Bản hiệp định ký với nước Pháp này mở đường cho sự công nhận của quốc tế. Bản hiệp định sẽ dẫn chúng ta đến một vị trí quốc tế ngày càng vững vàng và đó là một thắng lợi chính trị lớn lao. Quân đội Pháp sẽ đến theo lệnh của các nước Đồng Minh. Họ chỉ có 15000 người và chỉ ở lại trong 5 năm nữa, sau đó họ sẽ rút khỏi nước ta. Chọn thương lượng thay vì đánh nhau chính là bằng chứng hiểu biết về chính trị. Thực vậy, vì sao lại đi hy sinh 50 hoặc 100 ngàn người trong khi chúng ta có khả năng bằng con đường thương lượng mà đi đến độc lập có thể trong 5 năm". Còn Võ Nguyên Giáp phân tích "Những người không thỏa mãn chỉ hiểu độc lập hoàn toàn như một khẩu hiệu, một nhật lệnh, trên giấy tờ hoặc ngoài cửa miệng. Họ không thấy rằng độc lập của đất nước là kết quả của những điều kiện khách quan và trong cuộc chiến đấu giành độc lập của chúng ta, phải biết cương nhu tùy lúc... Chúng ta đã chọn con đường thương lượng nhằm tạo ra những điều kiện thuận lợi cho công cuộc đấu tranh giành độc lập hoàn toàn, nhằm có thể đợi chờ cơ hội đi đến một nền độc lập nguyên vẹn". Ngày 12/3/1946, bộ trưởng ngoại giao Nguyễn Tường Tam tuyên bố "Trung Quốc và Mỹ có nhiệm vụ bảo vệ cho hòa bình ở Viễn Đông... Trong lúc chờ đợi nước Pháp và nước Việt Nam lập lại được một nền hòa bình vững chắc, nước Mỹ phải giúp đỡ chúng ta về mọi phương diện hoàn toàn như Trung Quốc".
Võ Nguyên Giáp cho rằng Hiệp định sơ bộ cũng giống Hòa ước Brest-Litovsk (năm 1918) giữa Đế quốc Đức và nước Nga Xô viết. Ông cho hay thỏa ước ngừng bắn này với Đức đã dừng được cuộc xâm lấn của Đức vào Nga, nhờ đó mà những người Xô viết đã củng cố lực lượng quân đội và chính quyền của mình. Theo Võ Nguyên Giáp, Hiệp định Sơ bộ là nhằm bảo vệ và củng cố được vị thế về chính trị, quân sự và kinh tế của Việt Nam và để chuẩn bị lực lượng kháng chiến, do Việt Nam chưa sẵn sàng về binh lực cho cho một cuộc kháng chiến lâu dài với Pháp. Đối với những ý kiến phê phán bản Hiệp định sơ bộ không chứa đựng từ "độc lập", ông Giáp cho rằng những người phản đối không nhận thấy rằng độc lập của một quốc gia là kết quả của các điều kiện khách quan, và trong cuộc đấu tranh để giành độc lập toàn vẹn, phong trào giành độc lập phải biết ứng biến theo tình hình, sẽ có những thời điểm phải cứng rắn và những thời điểm thì lại phải mềm dẻo.
Về phần Hồ Chí Minh, ông đã chỉ ra một thực tế rằng dù Việt Nam giành được độc lập từ tháng 8/1945, nhưng chưa có nước nào xác lập quan hệ ngoại giao với Việt Nam. Hiệp định Sơ bộ sẽ mở đường cho sự công nhận quốc tế, đồng thời hạn chế lực lượng của Pháp ở Việt Nam ở mức 15 ngàn quân, với thời hạn là 5 năm. Như vậy Việt Nam có thể giành độc lập từng bước không cần đổ máu. Đồng thời ông cũng tuyên bố: "Tôi, Hồ Chí Minh, đã cùng với đồng bào chiến đấu cho độc lập của Tổ quốc. Tôi thà chết chứ không bao giờ bán nước".
Về phía Cao ủy Pháp, Đô đốc d'Argenlieu và những người theo chủ trương của Thống chế de Gaulle – phe chủ chiến, Hiệp định này được coi như "Hiệp ước Munich của Pháp". Họ không thực tâm muốn hòa bình mà chỉ coi bản Hiệp ước là một bước lấn tới (điều quân Pháp ra miền Bắc), rồi sau đó sẽ sử dụng sức mạnh vũ trang để tái chiếm Việt Nam làm thuộc địa.